# Kaloň plavý
Kaloň plavý, nebo také kaloň palmový (Eidolon helvum), je nejrozšířenějším ze všech afrických kaloňů. Může žít v koloniích až o milionu jedinců.

## Popis
Délka těla dosahuje až 19, 5 cm, rozpětí křídel je 75 až 95 cm. Váha se pohybuje něco mezi 250 a 350 g.
Kaloň plavý dostal své druhové jméno od hedvábně nažloutlé barvy svého těla. Křídla jsou černá a chlupy na zádech jsou bledé a žlutohnědé. Samci jsou obvykle jasně oranžoví a samice nažloutlé. Kaloni mají velké tváře, oči a uši. Srdce dosahuje značných rozměrů. Samci jsou mírně větší než samice.

## Výskyt
Vyskytuje se v jihozápadní části Arabského poloostrova, a v Africe na jih od Sahary.

## Způsob života
Kaloň plavý je vysoce společenský druh. Žije obvykle ve skupinách čítajících nad 100 000 jedinců a občas jejich početnost může dosáhnout téměř jeden milion. Kaloni v noci opouští hřad v menších skupinách a pátrají po jídle. K jeho vyhledávání ale nepoužívají echolokaci, nýbrž čich a zrak. Na jejich jídelníčku se nachází ovoce, nektar, listy, květy, výhonky a kůra.
Období páření nastává od dubna do června a není synchronizováno. Nidace bývá následně odložena až do října a všechny samice zabřeznou právě v tomto období. K porodu dochází většinou v únoru nebo březnu. Rodí se 1 mládě. V zajetí se dožívá až 21 let.

## Hrozby
Hlavní hrozbou pro kaloně plavé je jejich lov a následné využívání jako jídlo (bushmeat). IUCN hodnotí druh jako téměř ohrožený.

## Chov zoo v Česku
Kaloně plavého chová momentálně (2022) Zoo Praha, Zoo Plzeň, Zoo Brno a Zoo Ostrava. a Zoo Dvorec.